# Альто-Биобио
Альто-Биобио (исп. Alto Biobío) — коммуна в Чили. Административный центр коммуны — посёлок Ралько. Население — 1094 человека (2002). Посёлок и коммуна входит в состав провинции Био-Био и области Био-Био.
Территория коммуны — 2124,6 км². Численность населения — 9054 жителя (2007). Плотность населения — 4,26 чел./км².

## Расположение
Коммуна граничит:
- на северо-востоке — c коммуной Антуко
- на востоке — с провинцией Неукен (Аргентина)
- на юге — c коммуной Лонкимай
- на западе — c коммуной Килако
- на северо-западе — c коммуной Санта-Барбара

## Демография
Согласно сведениям, собранным в ходе переписи Национальным институтом статистики, население коммуны составляет 9054 человека, из которых 6084 мужчины и 2970 женщин.
Население коммуны составляет 0,46 % от общей численности населения области Био-Био. 82,36 % относится к сельскому населению и 17,64 % — городское население.